# فران جيرا
فران جيرا (بالإسبانية: Fran Guerra)‏ مواليد 23 ديسمبر 1992، هو لاعب كرة سلة إسباني بدأ مسيرته الاحترافية في سنة 2012 ويحمل الرقم 5.

## فرق لعب لها
- سي بي إستوديانتس

## روابط خارجية
- فران جيرا على موقع الاتحاد الدولي لكرة السلة (الإنجليزية)
- فران جيرا على موقع الدوري الإسباني لكرة السلة (الإسبانية)
- فران جيرا على موقع كرة السلة الأوروبية.كوم (الإنجليزية)
- فران جيرا على موقع ريلجم (الإنجليزية)
- فران جيرا على موقع سبورتس رفرنس (الإنجليزية)